# Luther Green
Luther Green (New York, 13 novembre 1946 – Brooklyn, 25 gennaio 2006) è stato un cestista statunitense, professionista nella ABA e nella NBA.

## Carriera
Venne selezionato dai Cincinnati Royals al terzo giro del Draft NBA 1969 (41ª scelta assoluta).

## Palmarès
- Campione EBA (1974)